# Trofeo Pollença-Andratx 2020
La 29e édition du Trofeo Pollença-Andratx a lieu le 1er février 2020, sur un parcours de 168,9 kilomètres tracé dans les Îles Baléares en Espagne, entre Pollença et Andratx. La course est la troisième manche du Challenge de Majorque 2020 et fait partie du calendrier UCI Europe Tour 2020 en catégorie 1.1 et de la Coupe d'Espagne.

## Présentation

### Équipes
23 équipes participent à ce Challenge de Majorque - 5 WorldTeams, 9 ProTeams, 7 équipes continentales et 2 équipes nationales :
| WorldTeams (5)- Bora-Hansgrohe - Lotto Soudal - Movistar Team - Israel Start-Up Nation - Trek-Segafredo ProTeams (9)- Bardiani CSF Faizanè - Burgos-BH - Caja Rural-Seguros RGA - Euskaltel-Euskadi - Arkéa-Samsic - Gazprom-RusVelo - Sport Vlaanderen-Baloise - Circus-Wanty Gobert - Vini Zabù-KTM Équipes continentales (8)- Kometa-Xstra - Canyon DHB p/b Bloor Homes - Team SKS Sauerland NRW - Gios Kiwi Atlántico - Equipo Kern Pharma - Team Work Service Romagnano - Swiss Racing Academy - Memil Équipe nationale- Suisse |
| |

## Classement final
| \| Classement général \| Classement général \| Classement général \| Classement général \| Classement général \| \| Coureur \| Coureur \| Pays \| Équipe \| Temps \| \| ------------------ \| ------------------ \| ------------------ \| ------------------- \| ------------------ \| \| 1er \| Marc Soler \| Espagne \| Movistar Team \| \| \| 2e \| Gregor Mühlberger \| Autriche \| Bora-Hansgrohe \| \| \| 3e \| Davide Villella \| Italie \| Movistar Team \| \| \| 4e \| Lennard Kämna \| Allemagne \| Bora-Hansgrohe \| \| \| 5e \| Diego Rosa \| Italie \| Arkéa-Samsic \| \| \| 6e \| Tomasz Marczyński \| Pologne \| Lotto-Soudal \| \| \| 7e \| Rubén Fernández \| Espagne \| Fundación-Orbea \| \| \| 8e \| Loïc Vliegen \| Belgique \| Circus-Wanty Gobert \| \| \| 9e \| Emanuel Buchmann \| Allemagne \| Bora-Hansgrohe \| \| \| 10e \| Alejandro Valverde \| Espagne \| Movistar Team \| \| |                    |           |                     |       |
| |                    |           |                     |       |
| Source : ProCyclingStats |                    |           |                     |       |
| Classement général |                    |           |                     |       |
| Coureur | Coureur            | Pays      | Équipe              | Temps |
| 1er | Marc Soler         | Espagne   | Movistar Team       |       |
| 2e | Gregor Mühlberger  | Autriche  | Bora-Hansgrohe      |       |
| 3e | Davide Villella    | Italie    | Movistar Team       |       |
| 4e | Lennard Kämna      | Allemagne | Bora-Hansgrohe      |       |
| 5e | Diego Rosa         | Italie    | Arkéa-Samsic        |       |
| 6e | Tomasz Marczyński  | Pologne   | Lotto-Soudal        |       |
| 7e | Rubén Fernández    | Espagne   | Fundación-Orbea     |       |
| 8e | Loïc Vliegen       | Belgique  | Circus-Wanty Gobert |       |
| 9e | Emanuel Buchmann   | Allemagne | Bora-Hansgrohe      |       |
| 10e | Alejandro Valverde | Espagne   | Movistar Team       |       |

## Classements UCI
La course attribue aux coureurs pour le Classement mondial UCI 2019 selon le barème suivant :
| Position           | 1er | 2e | 3e | 4e | 5e | 6e | 7e | 8e | 9e | 10e | 11e | 12e | 13e à 15e | 16e à 25e |
| Classement général | 125 | 85 | 70 | 60 | 50 | 40 | 35 | 30 | 25 | 20  | 15  | 10  | 5         | 3         |